# Поликсен (зять Дионисия)
Поликсен (др.-греч. Πολύξενος; приблизительно 430-е — 380-е годы до н. э. или позже) — сиракузский военачальник и политический деятель, муж сестры тирана Дионисия Старшего. Занимал видное место в окружении своего шурина, участвовал в войнах с Карфагеном. В конце жизни бежал из Сиракуз по неизвестной причине.

## Биография
Поликсен впервые упоминается в сохранившихся источниках в связи с событиями 406 или 405 года до н. э. Антиковед Ханс Шефер полагает, что ему тогда было около 30 лет, и соответственно датирует рождение серединой 430-х годов до н. э. Поликсен был шурином полководца Гермократа, рассорившегося с городской демократической «партией» и погибшего в бою на улицах Сиракуз. Один из офицеров Гермократа Дионисий, опираясь на армию, захватил власть. Чтобы заключить союз с олигархическими кругами, он взял в жёны дочь покойного командира, а за Поликсена выдал свою сестру Фесту.
В последующие годы Поликсен упоминается только изредка, но для антиковедов очевидно, что он занимал видное место в окружении Дионисия как соратник и член семьи (например, в постановлении афинского Народного собрания, принятом в честь тирана в 394/393 году до н. э., имя Поликсена названо рядом с именами братьев Дионисия, Лептина и Феарида). В 404 году до н. э., когда сиракузяне восстали против тирании и Дионисий не знал, что ему делать, зять, по словам Диодора Сицилийского, посоветовал ему «скакать на самом быстром коне в область карфагенян и кампанцев, которых Гимилькон оставил для защиты своих завоеваний в Сицилии». Однако Филист на это возразил, что нельзя скакать от тирании на коне; именно к его совету Дионисий и прислушался. Шефер полагает, что Поликсен фактически предложил своему шурину отказаться от власти, Гельмут Берве — что речь шла о поездке за помощью.
В 396 году до н. э., после катастрофического поражения от карфагенян при Катане, Дионисий отправил Поликсена в Италию и на Пелопоннес просить о помощи. Тот вернулся с эскадрой из тридцати боевых кораблей во главе со спартанским навархом Фаракидом; благодаря этому Сиракузы удалось освободить от вражеской осады. В 387 году до н. э. Поликсен с двадцатью кораблями отправился на помощь спартанцам, действовавшим тогда под Абидосом, и это последнее надёжно датированное событие в его биографии. Плутарх сообщает, что однажды Поликсен «в страхе перед шурином» бежал из Сиракуз и покинул Сицилию, причём не взял с собой жену. Это могло произойти в 386/385 году до н. э., когда тирания Дионисия переживала явный внутренний кризис. Где Поликсен жил после этого и когда он умер, неизвестно.
Антиковед Ханс Шефер относит Поликсена к тем сиракузянам, которые только в тесном союзе с общинами материковой Греции видели путь к спасению от карфагенской агрессии.